# 泰·温亚德
泰·希库罗阿·温亚德（1998年2月5日—）為紐西蘭男子籃球運動員，其父親贾森·温亚德曾為多屆世界伐木大賽冠軍，祖父佩·温亚德（Pae Wynyard）也曾拿下伐木冠軍，母親卡瑞门·温亚德（Karmyn Wynyard）就讀阿拉斯加大学安克雷奇分校時是籃球校隊成員，步入婚姻以後踏入伐木世界，曾奪得四次伐木冠軍。温亚德16歲時進入國家隊，2023年夏天代表上海三人男篮征戰超三联赛，最終助隊收穫冠軍，個人則抱走总决赛MVP。2024年1月10日，中国男子篮球职业联赛上海大鲨鱼完成註冊温亚德。2月19日，上海大鲨鱼取消註冊温亚德。

## 外部連結
- 泰·温亚德在fiba.basketball（英语）
- 泰·温亚德在fiba3x3.com（英语）
- 泰·温亚德在Basketball-Reference.com（國際）（英语）
- 泰·温亚德在Sports-Reference.com（NCAA）（英语）
- 泰·温亚德在Eurobasket.com（球員）（英语）
- 泰·温亚德在RealGM（英语）
- 泰·温亚德在Proballers（英语）
- 泰·温亚德在中国篮球数据库（新浪网）